# آفت‌ها و بیماری‌های گل رز

## بیماری‌ها

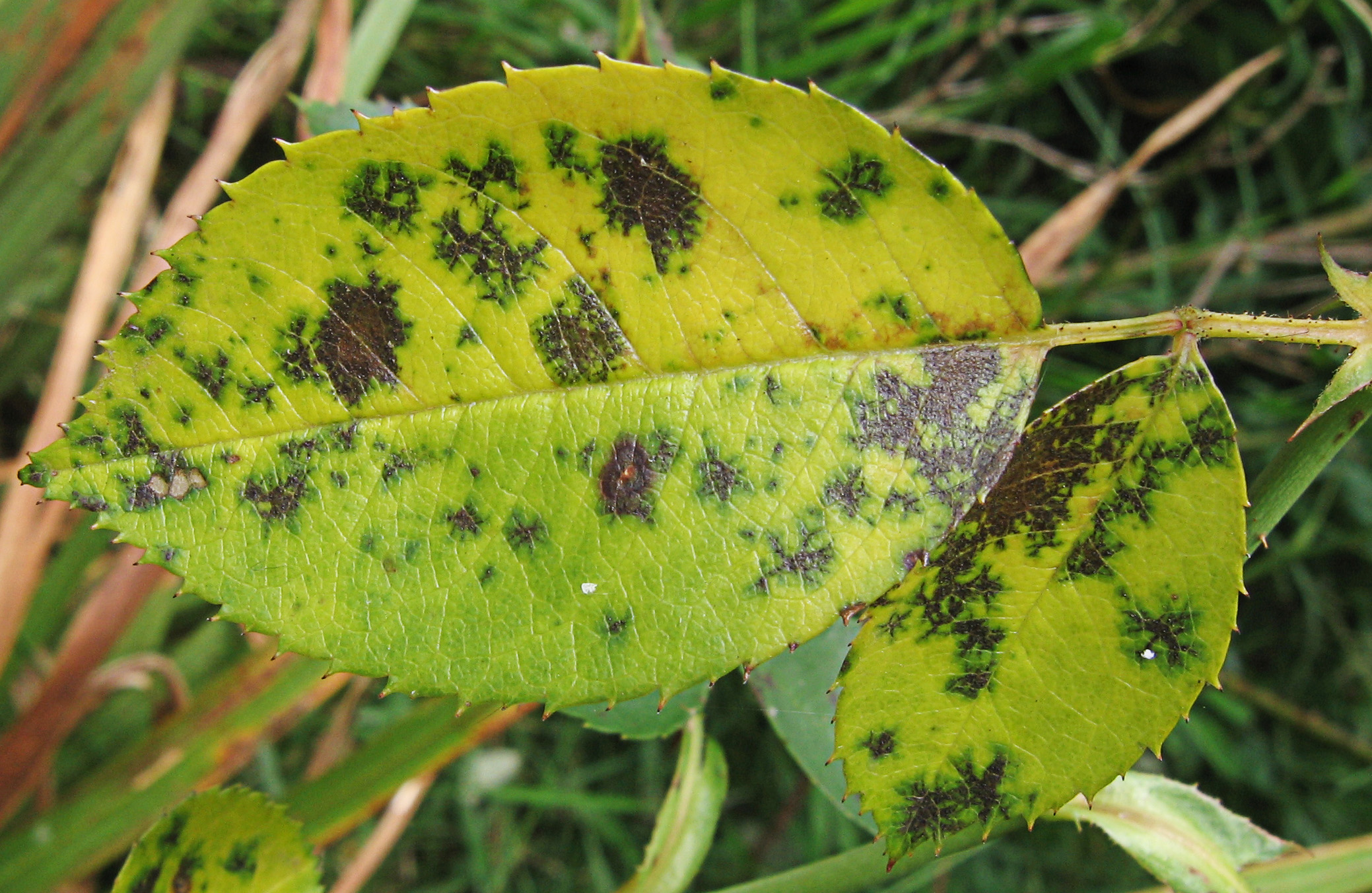
لکه سیاه رز

- لکه سیاه رز: نوعی بیماری قارچی و یکی از رایج‌ترین بیماری‌های گل رز است. این بیماری ابتدا به صورت لکه‌های سیاه کوچک بر روی برگ نمایان می‌شود پس از مدتی اطراف این لکه‌های به رنگ زرد درآمده و سبب ریزش برگ می‌شود. برای جلوگیری از گسترش بیماری باید برگ‌های بیمار چیده شده و همچنین برگ‌های ریخته شده از زیر بوته نیز جمع‌آوری شوند.[۱]

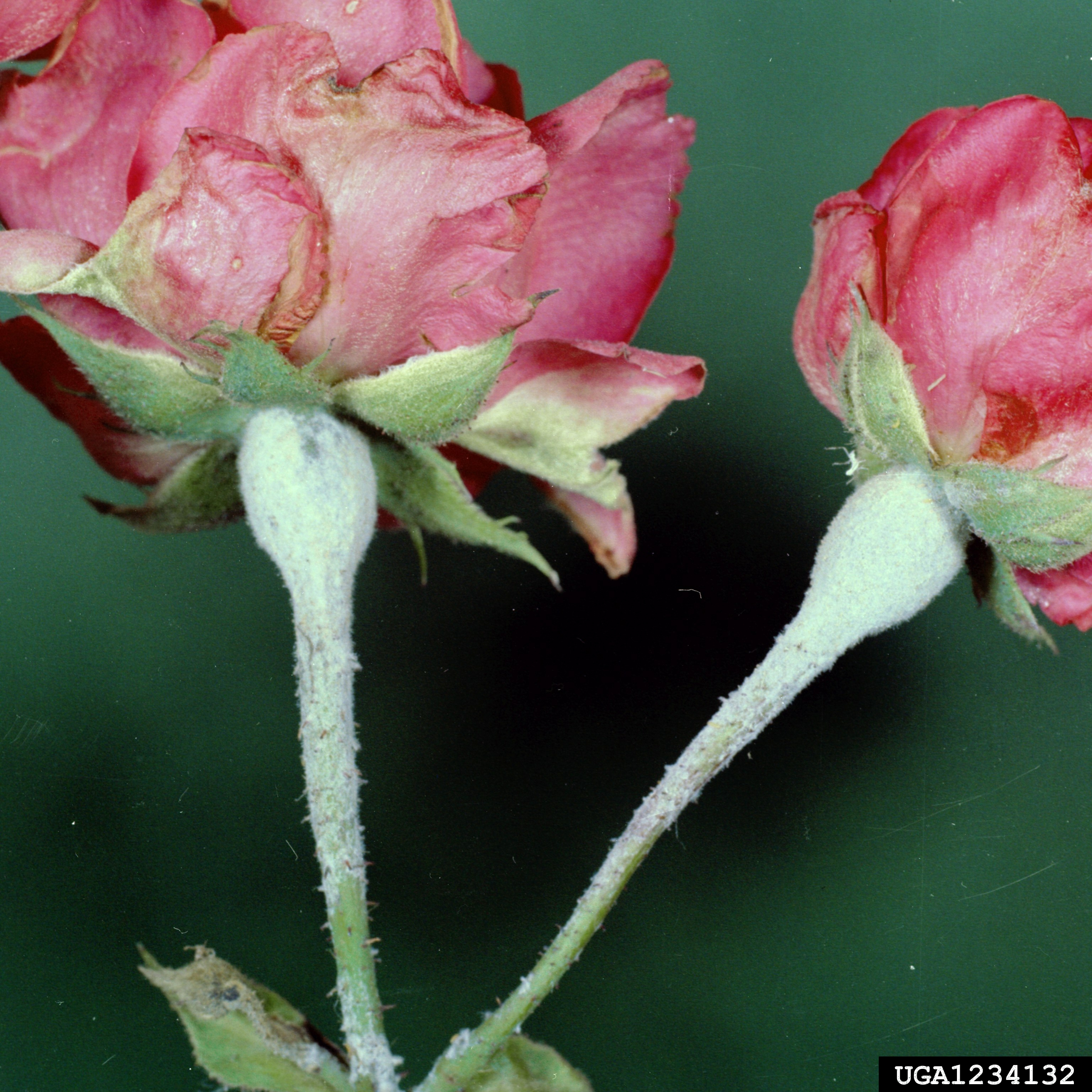
سفیدک پودری رز

- سفیدک پودری رز: سفیدک پودری رز به همراه لکه سیاه رز به عنوان رایج‌ترین بیماری‌های گل رز شناخته می‌شوند. در اثر مبتلا شدن، برگ و سایر قسمت‌های گیاه با پوشش پودری سفید رنگی پوشانده می‌شود. در صورت بیماری شدید، گیاهان ممکن است کوتاه شده، و برگ‌ها پیچ خورده و سپس خشک شده بریزند. در موارد بسیار نادر ممکن است گیاه در نتیجه عفونت خشک شود.[۲]
- زنگ رز: یک نوع بیماری قارچی است که در اثر آن دانه‌های نارنجی رنگی در پشت برگ‌ها ظاهر می‌شود و به مرور زمان به سیاه تغییر رنگ می‌دهد.[۳]
- سفیدک دروغین: بر روی برگ لکه‌های قرمز مایل به ارغوانی پدیدار می‌شود و پشت برگ به رنگ خاکستری در می‌آید. سرانجام بیماری باعث ریزش برگ می‌شود. در زمانی‌که اختلاف دمای روز و شب بسیار زیاد است احتمال مبتلا شدن بیشتر است. برای جلوگیری در هنگامیکه دمای هوا کم است نباید بر روی برگ آب پاشیده شود.[۴]
- کپک خاکستری: در ابتدای بیماری بر روی گلبرگ لکه‌های قرمز رنگ پدیدار می‌شود سپس بر روی ساقه یا گل کپک خاکستری رنگی شروع به رشد می‌کند در آخر کپک به رنگ قهوه‌ای تغییر رنگ داده باعث پوسیدگی گل می‌شود.[۵]
- گال طوقه: عامل بیماری در درون خاک وجود دارد و از طریق زخم ریشه وارد می‌شود.[۶]
- بیماری‌های ویروسی
  - ویروس موزاییک رز
  - ویروس نواری رز

### آفت‌ها

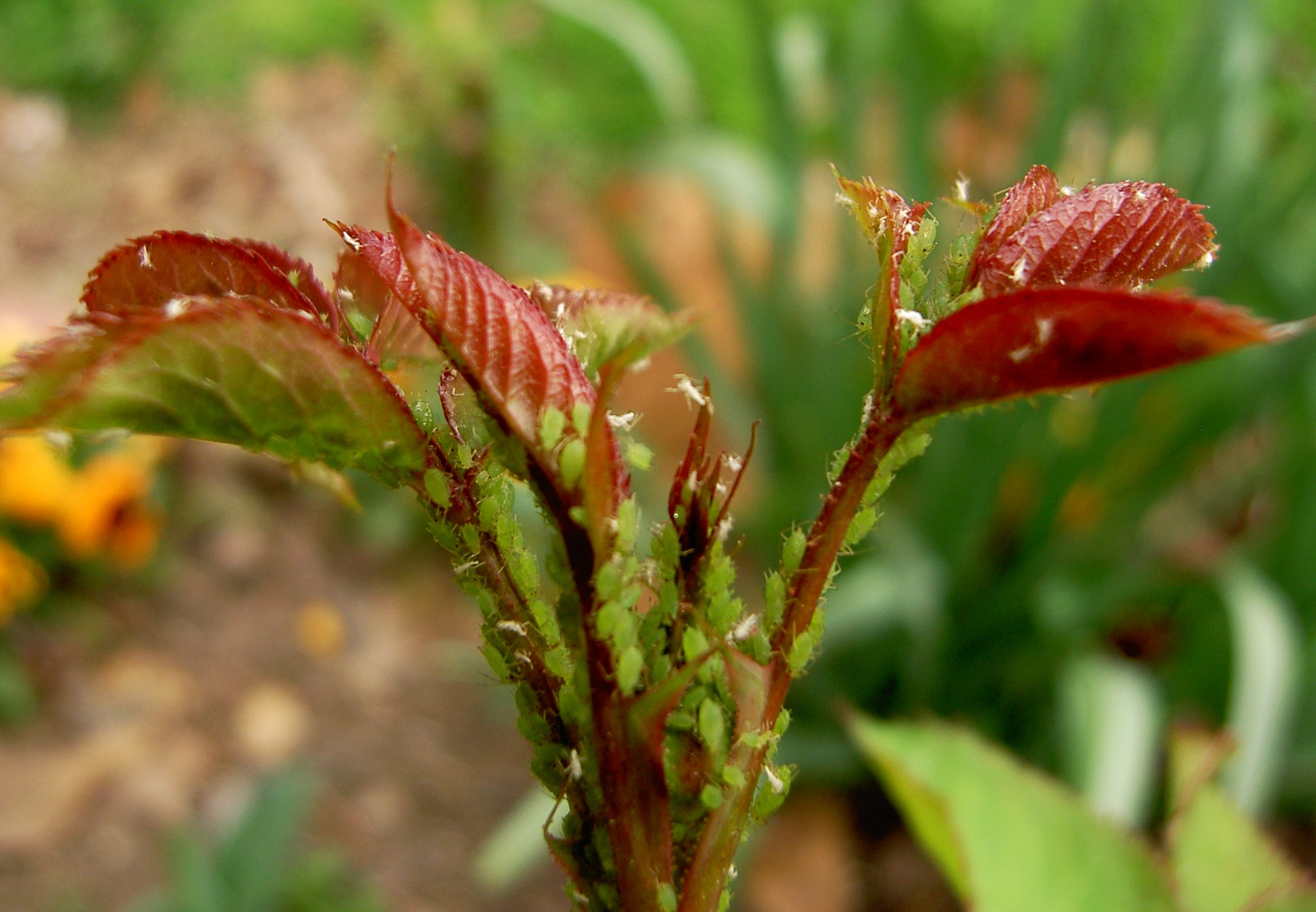
شته گل‌سرخ

آفت‌ها را بر اساس نحوه تغذیه و اندام گیاهی مورد تغذیه به چهار گروه می‌توان تقسیم کرد:
۱. گروه آفات مکندهٔ شیریهٔ گیاهی: این گروه در قسمت بالا و زیر برگ و غنچه، ساقه و جوانه‌های گیاه فعالیت می‌کنند و هنگامی که تعداد آن‌ها بسیار زیاد باشد با مکیدن شیرهٔ گیاه مانع از رشد گیاه خواهند شد. این آفت‌ها به اندام‌های مختلف گیاه رز خسارت مستقیم و غیر مستقیم وارد می‌کنند، و عبارتند از
- شته گل‌سرخ Macrosiphum Rosea :بر روی سرشاخه‌ها، جوانه‌های برگ و غنچه‌ها مستقر شده و با خرطوم خود از شیرهٔ نباتی گیاه تغذیه می‌کند. شته موجب عدم رشد شاخه و باز نشدن جوانه‌ها و غنچه‌ها خواهد شد و در نهایت گیاه ضعیف و پژمرده می‌شود. بهترین روش کنترل شته، انتخاب یک روش صحیح برای سم‌پاشی است که در آن دشمنان طبیعی شته مانند کفشدوزک از آسیب سم محفوظ بمانند.[۷]
- شته گندم و گل‌سرخ Metopolophium dirhodu شته گل رز:

گونه‌های متنوعی از شته‌ها به رزها حمله می‌کنند اما شایع‌ترین نمونه‌ای که از ارقام رز در فضای آزاد یا در محیط گلخانه‌ها تغذیه می‌کند Macrosiphum rosae است که شته رز نیز نامیده می‌شود. شته رز بدنی نرم و گلابی شکل، معمولاً با طولی کمتر از ۰٫۶۳ سانتیمتر و به رنگهای متفاوت از سبز تا صورتی و قرمز دارد. تغذیه شته‌ها با توجه به ناحیه جغرافیایی و شرایط آب و هوایی به تدریج از اوایل بهار شروع می‌شود و مجموعه‌هایی آنها بر روی برگها، ساقه و جوانه‌ها شکل می‌گیرد. شته‌ها با کمک اجزاء دهانی سوراخ کننده – مکنده خود از شیره گیاهی تغذیه می‌کنند. شته رز همانند دیگر گونه‌های شته در گروه‌هایی که شامل تعداد زیادی از آنان است بر روی قسمت انتهایی همانند برگهای جوان و غنچه‌های گل در حال رشد و توسعه و همچنین پشت برگها جمع می‌شوند. بر اثر تغذیه آنان برگها به سمت پایین جمع و غنچه‌های گل بدشکل می‌شوند و حتی ممکن است غنچه‌ها قبل از شکوفا شدن، سقط شوند و از بین بروند. به‌کارگیری حشره‌کش‌های تماسی یا سیستمیک می‌تواند به کنترل این بیماری کمک کند. حشره‌کش‌های سیستماتیک زمانی مفید واقع می‌شوند که به محض مشاهده مشکل از آنان استفاده شود تا زمانی که شته‌ها شروع به تغذیه می‌کنند ترکیب فعال این سموم در محیط وجود داشته باشد.
- شپشک سپردار سفید گل‌سرخ Aulacaspis Rosea
- زنجرک گل‌سرخ Edwardsiana Rosea
- سفید بالک رز Aleurodes Cotesii
- تریپس توتون Thripstabaci
- تریپس گل Frankiniella intonsa
- کنه دو لکه‌ای Tetranychus urticae

۲. گروه آفات برگ‌خوار: حشرات این گروه در مرحلهٔ لاروی و بلوغ در روی برگ‌ها و جوانه‌ها خساراتی ایجاد می‌کنند. گونه‌های فعال عبارتند از:
- زنبور برگ‌بر رز Megachila sp: حشرات بالغ حواشی برگ‌های رز را نیم دایره برش زده و جهت لانه‌سازی استفاده می‌نمایند.
- زنبور برگ‌خوار رز Arge Rosea: لاروها به رنگ سبز با لکه‌های سیاه که از برگ‌های جوان تغذیه می‌کنند.
- زنبور برگ خوار ثانوی رز Allantus viennensis: لاروها از پارانشیم برگ‌ها تغذیه می‌کنند و در اوج خسارت تنها رگبرگ‌های اصلی بر جا می‌ماند.
- زنبور شبه زالوی برگ خوار رز Caliroa limacine: لاروها از پارانشیم رویی برگ‌ها تغذیه می‌کنند.
- پروانه برگ‌خوار رز Cacoccia rosana: با ایجاد تارهایی برگ‌های رز را از طول ریشه می‌کند و از پارانشیم برگ‌ها تغذیه می‌کند.
- پروانه جوانه‌خوار رز Archips rosanus: لاروها از پارانشیم برگ تغذیه کرد و با تارها برگ‌ها را از طول لوله می‌کنند.
- کنه تارعنکبوتی: با چشم غیر مسلح به سختی دیده می‌شود. تعداد بسیاری از آن‌ها بر روی برگ تخم‌گذاری کرده و با مکیدن آب برگ باعث خشک شدن برگ می‌گردند. سطح برگ‌ها کاملاً از تار عنکبوت مانندی پوشیده می‌شود.[۸]

۳. گروه آفات گل‌خوار: در این گروه گونه‌های متفاوتی وجود دارد که با تغذیه از قسمت‌های مختلف گل باعث بدشکلی و کاهش کیفیت گل خواهند شد. سوسک‌های گل‌خوار در بهار در باغچه‌های رز ظاهر شده و از اندام گل‌ها تغذیه می‌کنند. زنبورهای گال زا نیز گال‌های قرمز مژه‌دار روی میوهٔ رزها ایجاد می‌کنند. گونه‌های فعال عبارتند از:
- سوسک گل خوار سیاه Oxythyrca cincteua
- سوسک گل خوار بور Epicometis hirta
- سوسک سبز گل‌سرخ Cetonia aurata
- زنبور گال‌زای رز Rhodites Rosae

۴. گروه آفات چوبخوار: این گروه بر روی ساقه، ریشه و شاخه‌های گل رز فعال هستند. کرم‌های سفید از ریشه گیاهان تغذیه می‌کنند. سوسک‌ها و زنبورهای چوبخوار نیز در مرحله لاروی به درون ساقه نفوذ کرده و با تغذیه از بافت‌های چوبی دالان‌های طولی ایجاد می‌کنند. گونه‌های مهم عبارتند از:
- کرم سفید ریشه Polyphylla olivieri
- شاخک بلند رزاسه Osphrateria coerulescens
- زنبور چوبخوار رز Ardis bipunctata[۹]